# System/370

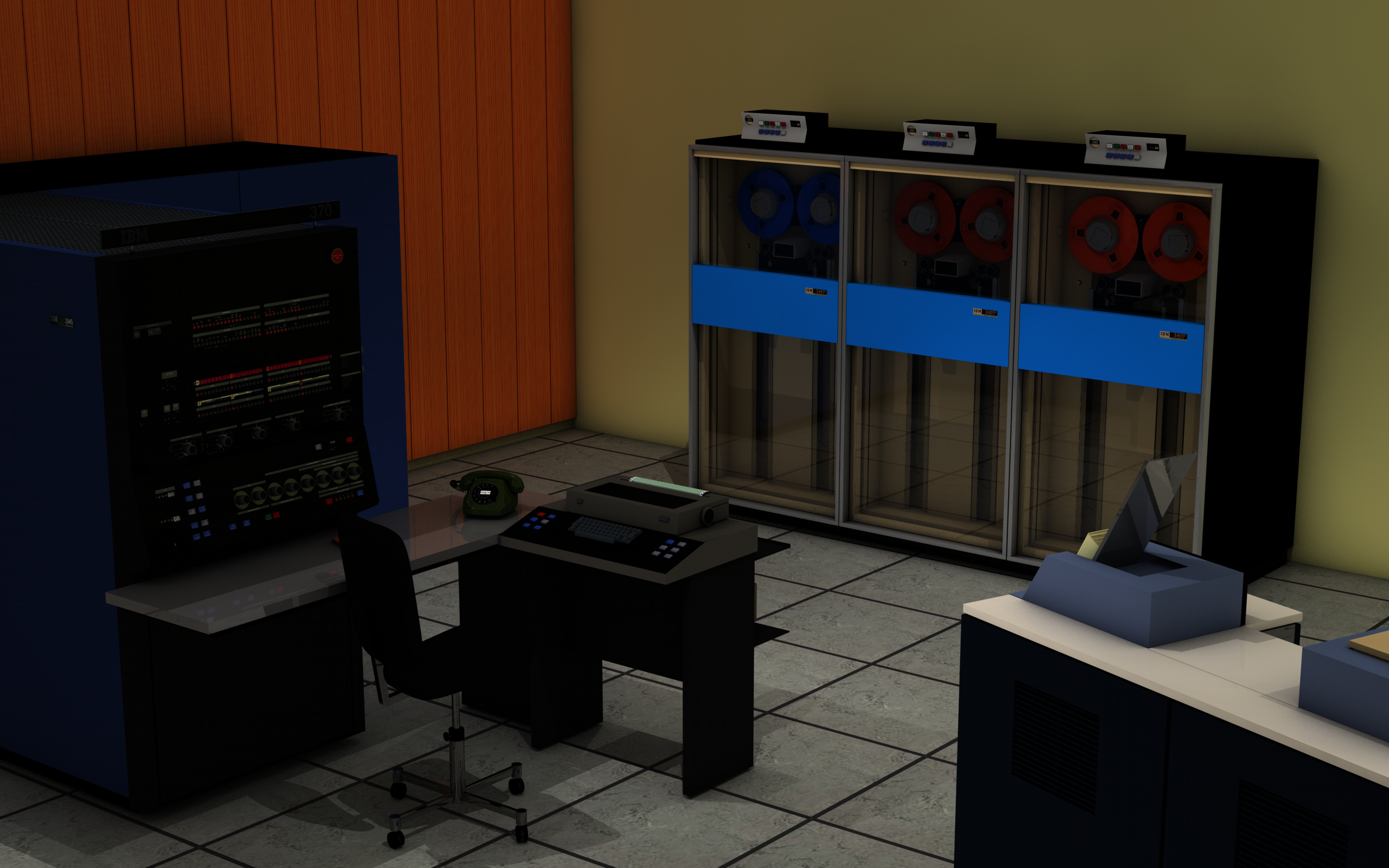
Computer center mit IBM System/370-145 und IBM 2401 tape drives

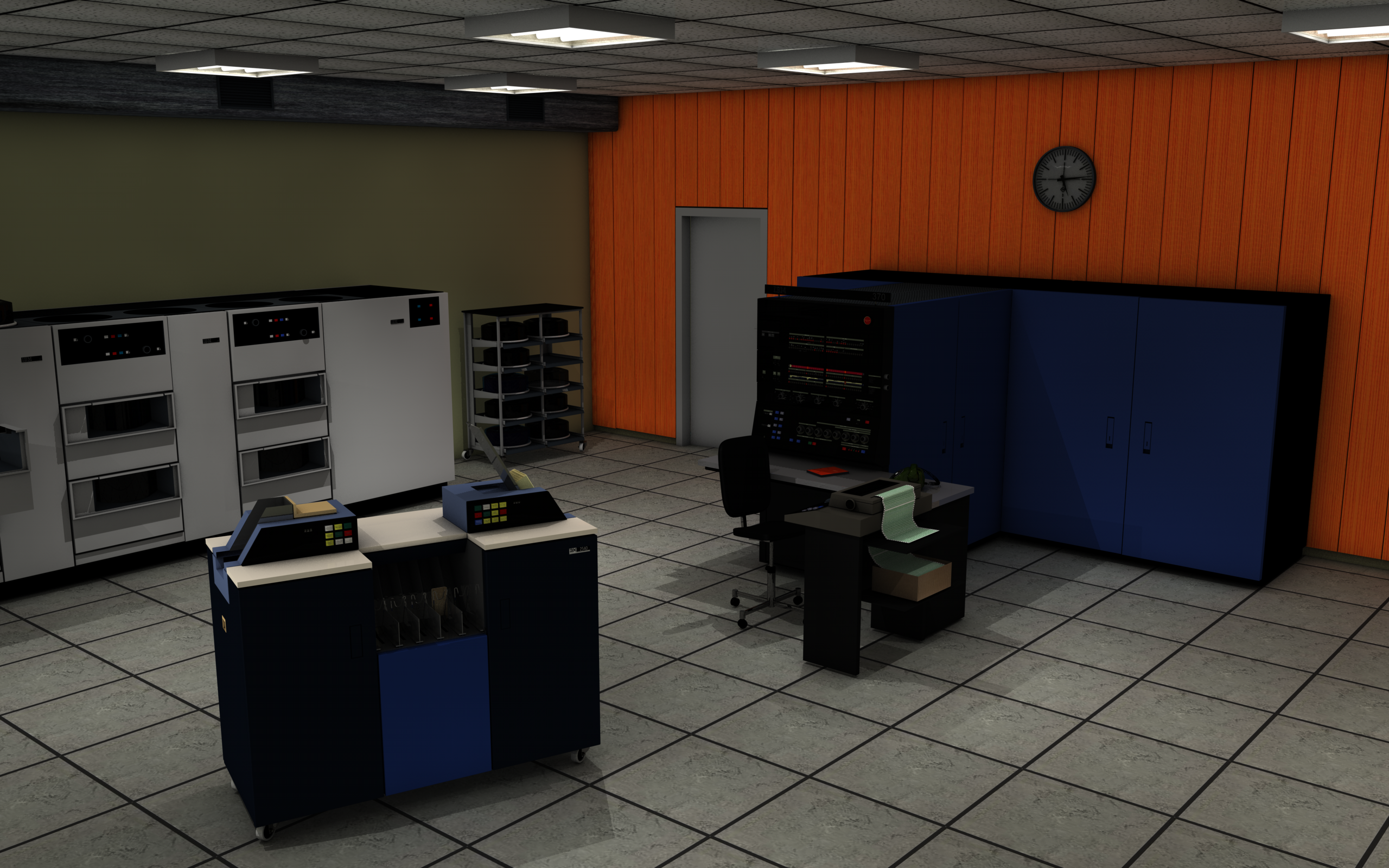
System/370-145

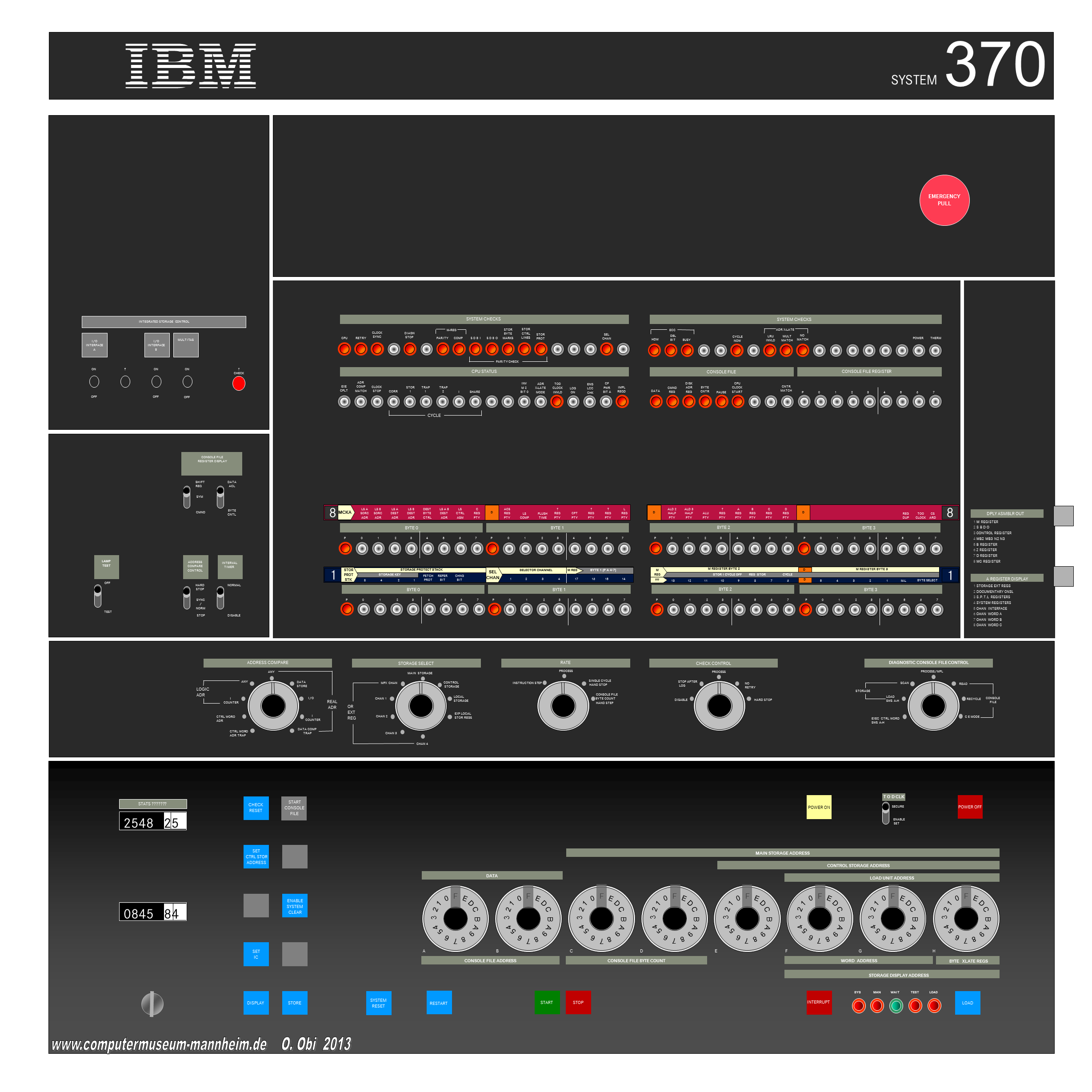
System/370-145 Console.

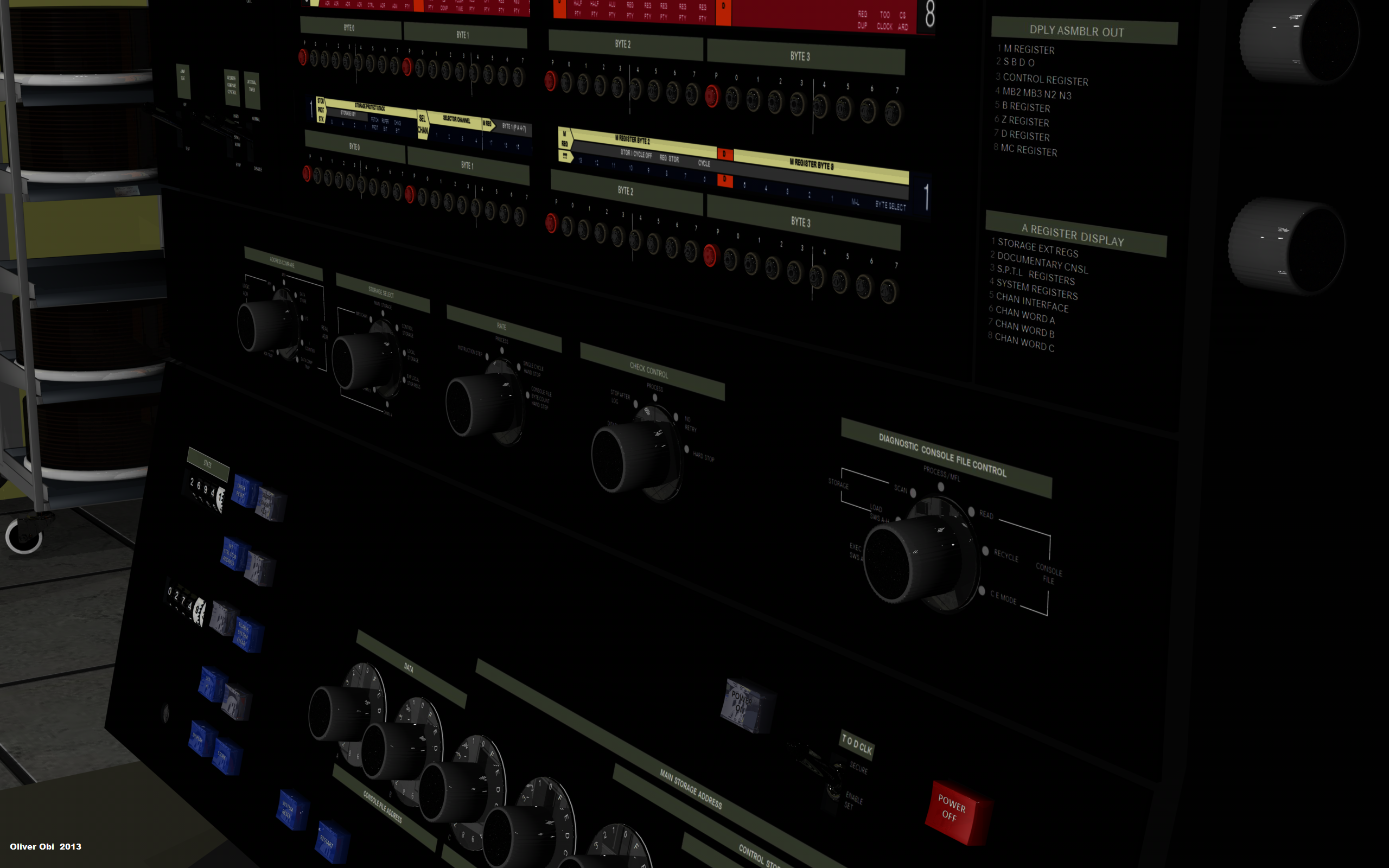
Detailansicht der Console System/370-145

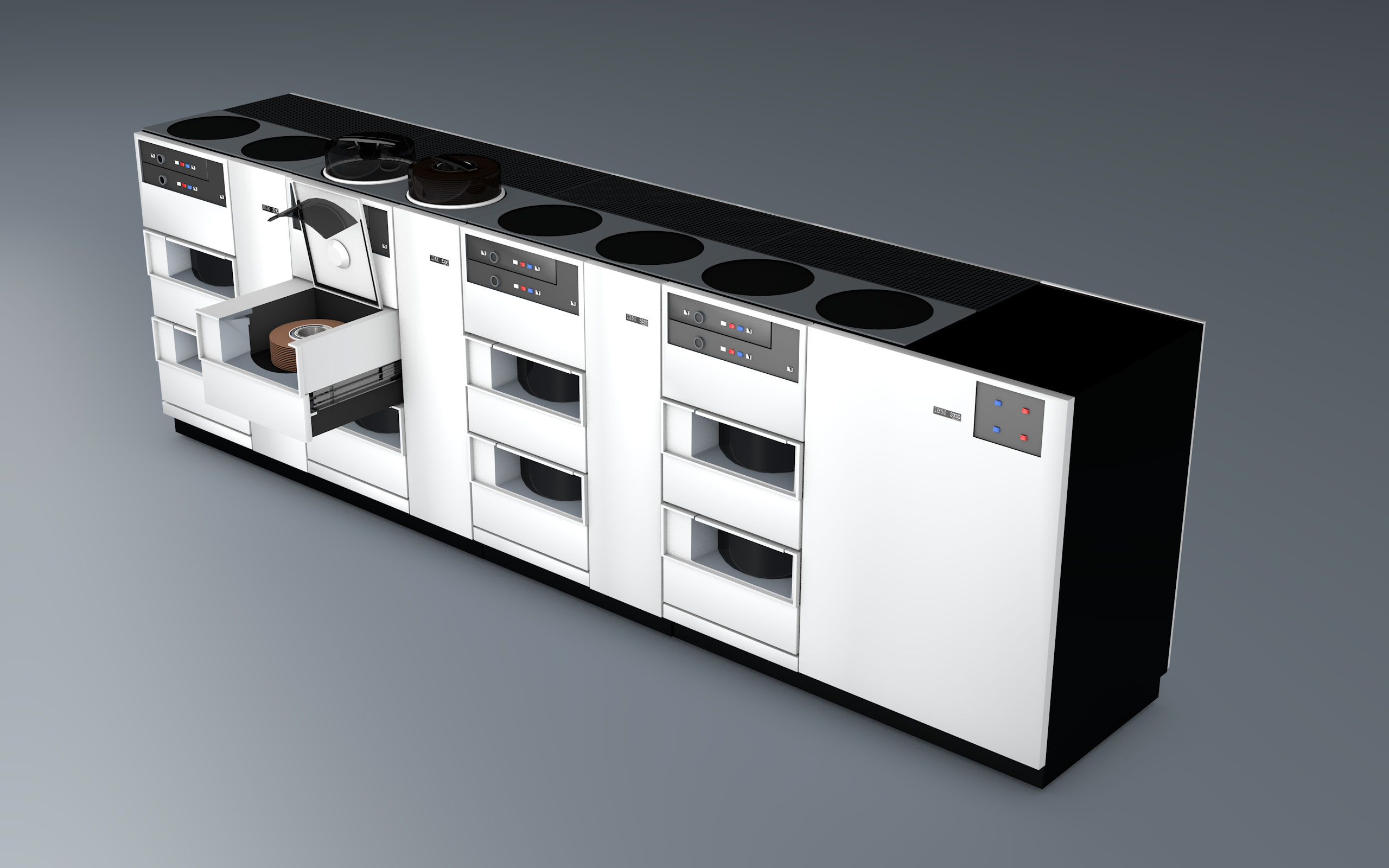
Schrank mit herausnehmbaren IBM-Festplatten 3330+3333

System/370 (auch S/370) war eine Großrechner-Architektur der Firma IBM.
Das System/370 war eine evolutionäre Weiterentwicklung des System/360 und wurde im Sommer 1970 von IBM angekündigt. Dem System/370 folgte das System/390, welches zur aktuellen System-z-Großrechnerarchitektur weiterentwickelt wurde.
Wichtigste Neuerung war die Dynamic Address Translation. Als Betriebssystem konnten neben dem OS/360 der S/360 auch die ersten Betriebssysteme mit Virtualisierung OS/VS1 VM/370, OS/VS2 SVS, OS/VS2 MVS und DOS/VS verwendet werden.
Als Speichermedien gelangten Magnetbänder und Festplatten zum Einsatz, wobei die verbreitetsten zunächst der Wechselfestplatten-Typ 3330 mit ca. 100 MB, danach der Typ 3350 mit 317 MB und schließlich der Typ 3380 mit etwa 600 MB (Modelle A, B, D, E und J) bis 1,8 GB (Modell K) waren. Ab 1974 wurde auch das Massenspeichersubsystem IBM 3850 unterstützt.

## Modelle
Der Kaufpreis für ein Modell 165 mit 1 MB Hauptspeicher belief sich auf 4.674.160 US-Dollar, für Wartung und Service waren monatlich 12.450 US-Dollar zu zahlen. Alternativ wurde eine monatliche Miete zum Preis von 98.715 US-Dollar angeboten. Inklusive der Peripheriegeräte wie Magnetplattenspeicher oder Druckern konnte die Monatsmiete allerdings deutlich höher ausfallen. In Deutschland zahlte 1974 ein Gemeinschaftsverbund um die Sparkasse Trier monatlich 150.000 DM für eine IBM 370/145 inklusive Peripheriegeräten. Zwar war die Hardware aus einer Hand teurer gegenüber den Konkurrenten, aber für den Verbund war die „höhere Betriebssicherheit“ entscheidend – ein Fakt, den die Firma IBM zu nutzen wusste.
| Modell       | Jahr | processing unit    | Arbeitsspeicher |
| ------------ | ---- | ------------------ | --------------- |
| Model 155    | 1970 | IBM 3155           | 256 – 2048 kB   |
| Model 165    | 1970 | IBM 3165           | 512 – 3072 kB   |
| Model 145    | 1970 | IBM 3145           | 160 – 2048 kB   |
| Model 135    | 1971 | IBM 3135           | 96 – 512 kB     |
| Model 195    | 1970 | IBM 3195           | 1024 – 4096 kB  |
| Model 158    | 1972 | IBM 3158           | 512 – 6144 kB   |
| Model 168    | 1972 | IBM 3168           | 1024 – 8192 kB  |
| Model 125    | 1972 | IBM 3125           | 96 – 256 kB     |
| Model 115    | 1973 | IBM 3115           | 64 – 192 kB     |
| Model 115-2  |      | 1975               | 64 – 384 kB     |
| Model 125-2  |      | 1975               | 96 – 512 kB     |
| Model 158-3  | 1976 | IBM 3158-3         | 512 – 6144 kB   |
| Model 168-3  | 1976 | IBM 3168-3         | 1024 – 8192 kB  |
| Model 135-3  | 1976 | IBM 3135-3         | 256 – 512 kB    |
| Model 145-3  | 1976 | IBM 3145-3         | 192 – 1984 kB   |
| Model 138    | 1976 | IBM 3138           | 512 – 1024 kB   |
| Model 148    | 1976 | IBM 3148           | 1024 – 2048 kB  |
| Model 158-AP | 1976 | Attached processor | 512 – 6144 kB   |

## Klone
Im Ostblock wurden Großrechner unter der Bezeichnung ESER in drei Reihen von Rechnersystemen entwickelt. ESER der Reihe II waren weitgehend kompatibel zum IBM System/370. Bis in die 1990er Jahre hinein waren die Anlagen EC 1055, EC 1055M, EC 1056 und EC 1057 mit Zentraleinheiten aus dem VEB Kombinat Robotron in der DDR noch im Einsatz.